# Hoplandromyia pulla
Hoplandromyia pulla är en tvåvingeart som först beskrevs av Wang 1991.  Hoplandromyia pulla ingår i släktet Hoplandromyia och familjen borrflugor. Inga underarter finns listade i Catalogue of Life.